# 김광필 (연출가)
김광필(1958년 ~ )은 KBS 시사교양본부의 프로듀서이다.

## 학력
- 배문고등학교
- 인하대학교 국어국문학과 학사
- 동국대학교 언론정보대학원 석사과정 수료 (신문방송학 전공)

## 경력
- KBS 기획제작국 PD (1985년 입사)
- KBS 편성본부 차장
- KBS 시사교양본부 운영팀장
- KBS 광주방송총국 편성제작팀장 (부장급)
- KBS 프로그램전략기획팀 선임팀장 (어린이, 청소년 팀장 겸임)
- KBS 콘텐츠본부 총괄팀장 (외주제작국 애니메이션 운영사업팀장 겸임)
- KBS 시사교양본부 제작위원 (국장급)
- KBS 심의평가실 자문위원
- KBS TV제작본부 협력제작국장

## 대외 활동
- 국가청소년위원회(현 여성가족부) 홍보자문위원
- 청소년특별회의추진단 위원